# Peter Michael Fenger
Peter Michael Fenger (* 8. August 1962 in Kopenhagen) ist ein ehemaliger dänischer Handballspieler.

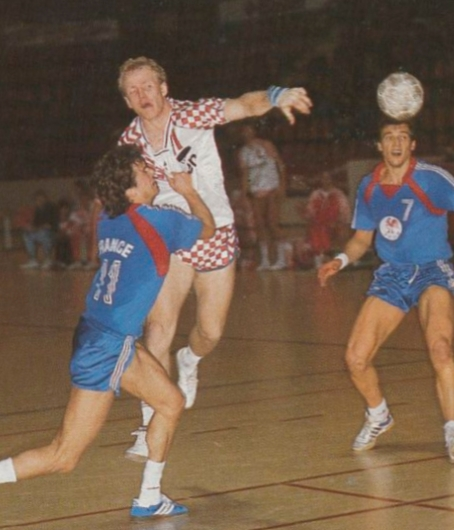
Michael Fenger (1988)

Der 1,81 m große Fenger spielte für Hellerup IK, mit dem er 1985 den dänischen Pokal und 1986 die Meisterschaft gewann. In der Dänischen Nationalmannschaft debütierte er am 25. September 1982 gegen Polen. Bei den Olympischen Spielen 1984 wurde er Vierter. Bei der Weltmeisterschaft 1986 erzielte er 35 Treffer und belegte den achten Rang. Nach dem neunten Platz bei der Weltmeisterschaft 1993 beendete er seine Nationalmannschaftskarriere nach 234 Länderspielen, in denen er 541 Tore erzielte.
Im Jahr 1986 wurde er zu Dänemarks Handballer der Jahres gewählt.